# The Accelerators
The Accelerators – amerykański zespół rockowy.
Grupa została założona w Karolinie Północnej w 1982 roku przez wokalistę i gitarzystę Geralda Duncana, a skład uzupełnili gitarzysta Chris Moran, basista Keller Anderson oraz perkusista Doug Whelchel. Debiutancki i jednocześnie najwyżej oceniany album zespołu, Leave My Heart, wydany został w 1983 roku nakładem wytwórni Dolphin. Wkrótce zespół podpisał umowę z Profile Records, dla których wydał kolejne dwa albumy: The Accelerators w 1987 roku oraz Dream Train w 1991 roku ze zmienionym perkusistą i basistą.
Zespół reaktywował się w 2000 roku, wydając album Nearer, jednak z oryginalnego składu pozostał jedynie Duncan. W 2007 roku wydany został album kompilacyjny Road Chill zawierający utwory z pierwszych trzech płyt.

## Dyskografia
- Leave My Heart (1983)
- The Accelerators (1987)
- Dream Train (1991)
- Nearer (2000)
- Road Chill (2007)